# Gilberto Mestrinho
Gilberto Mestrinho de Medeiros Raposo (Manaos, 23 de febrero de 1928 - 19 de julio de 2009) fue un político brasileño, afiliado al Partido del Movimiento Democrático Brasileño del Amazonas. Ocupó el cargo de alcalde de su ciudad natal y fue gobernador del Estado de Amazonas en tres ocasiones. Además, ocupó el cargo de senador. En las últimas elecciones a las que se presentó intento renovar su cargo de senador, pero quedó en tercer lugar, por detrás del electo Alfredo Nascimento.
| Predecesor: Plínio Ramos Coelho | Gobernador del estado de Amazonas 1959 - 1963 | Sucesor: Plínio Ramos Coelho |

| Predecesor: Paulo Pinto Néri | Gobernador del estado de Amazonas 1983 - 1987 | Sucesor: Amazonino Armando Mendes |

| Predecesor: Vivaldo Barros Frota | Gobernador del estado de Amazonas 1991 - 1995 | Sucesor: Amazonino Armando Mendes |

- Datos: Q2192208
- Multimedia: Gilberto Mestrinho / Q2192208